# Sageretia wrightii
Sageretia wrightii là một loài thực vật có hoa trong họ Táo. Loài này được S. Watson miêu tả khoa học đầu tiên năm 1885.